# Haematopota linaresae
Haematopota linaresae är en tvåvingeart som beskrevs av Leclercq och Maldes 1988. Haematopota linaresae ingår i släktet Haematopota och familjen bromsar.
Artens utbredningsområde är Elfenbenskusten. Inga underarter finns listade i Catalogue of Life.